# Räpina socken
Räpina socken (estniska: Räpina kihelkond, tyska: Kirchspiel Rappin) var en socken i Werro krets i Guvernementet Livland. Socknens kyrkby var Räpina (tyska: Rappin).